# 줄리언 대왕 만세
《줄리언 대왕 만세》(영어: All Hail King Julien)은 니켈로디언에서 마다가스카에 등장한 줄리언 대왕을 주인공으로, 스핀 오프 시리즈로 제작된 3D 애니메이션이다. 2014년 12월 19일부터 넷플릭스에서 첫 선보였다.

## 개요
줄리언 대왕과 여우원숭이들이 본가의 뉴요커 4인방을 만나기 전의 일상을 다루었다고 한다. 주 스토리는 줄리언 대왕과 백성들이 여우원숭이 왕국에서 일어나는 각종 사건들에 휘말리다가 어찌저찌 해결하는 내용이다. 사건은 보통 줄리언 대왕이 일으킬 때가 많지만, 간혹 줄리언의 왕좌나 목숨을 노리는 악당들에 의해 벌어질 때도 있다.

## Stickers
These are pine
Anais [ 2012 ]
A reasonable bar
Anais [ 2013-2016 ]
Maya Bar Shalom
Nicole / Grandma JoJo
Eldad Freeves
Richard / Tina Rex / Bobert [ 2012-2016 ]
Orly challenged
Penny / Kerry [ 2012-2014 ]
Alona Alexander
Penny / Claire / Various Characters [ 2016 ]
Little Orly
Kerry / Mrs. Monkey / Granny Juju / Various Characters [ 2015-2016 ]
Gdani songs
Kerry / Granny Juju / Various Characters [ 2013 ]
Eran Moore
Tobias / Allen / Rocky Robinson / various characters
Dan Kizler
Banana Joe / Donut Sheriff / Little Mr. / Various Figures [ 2012-2015 ]
Nir Tartar
Banana Joe / Donut Sheriff / Various Characters [ 2016 ]
Eli Lulay
Daisy / Mr. Robinson / Principal Nigel Brown
Holy Maya
Masami / Molly / Rachel / Terry / Penny
Yuval Segal
Larry / various characters
Daniel Magoon
Larry / Various Characters [ 2013-2015 ]

## 등장 캐릭터
- 줄리언 대왕(King Julien)

성우: 대니 제이컵스 / 이장원 / 쵸
파티와 춤추는 것을 굉장히 좋아하는 여우원숭이들의 왕. 명령하는 것을 좋아하고 제멋대로 생각하는 경향이 있다. 그러나 이 왕자병만 빼면 본래는 순수하고 착한 성격이다. 또한 특이한 점은 발 페티시즘여서 자신의 발을 보물처럼 아끼기 때문에 어떤 누구든 자신의 발을 만졌다하면 분노하는 특징을 가지고 있다.그래서 자신의 발에 집착하는 모트를 싫어한다. 마다가스카르가 고향이다.
- 모리스(Maurice)

성우: 케빈 마이클 리처드슨 / 이광수 / 야마데라 코이치
줄리언 대왕의 오른팔 혹은 신하 여우원숭이. 현실주의적인 성격이 줄리언 대왕과 대비되며, 줄리언 대왕의 망상과 말도 안되는 행동에 곤혹스러워 하나 말도 안되는 요구라도 줄리언 대왕의 시중을 잘 듣는다. 실수를 저지르면 모트와 짜고 그것을 덮으려 하지만, 보통은 단순한 모트가 그것을 발설해버려 더 곤란해진다.
- 모트(Mort)

성우: 앤디 릭터 / 엄상현 / 카자마 유토
큰 눈과 귀여운 목소리를 가지고 있다. 역시 발 페티시즘이여서 줄리언 대왕의 발을 가장 좋아하지만, 줄리언 대왕은 자신의 발에 달려드는 모트를 끔찍하게 싫어한다. 단순하고 둔해서 아픈 것도 웃으면서 좋아한다. 평소에는 낙천적이지만, 사랑하는 줄리언 대왕의 발을 빼앗기면 난폭하고 사나운 성격으로 변한다. (주요 대사:대왕님 발이 좋아요!) 지나치게 멍청해서 고통을 느끼지 못하기도 한다.
- 클로버(Clover)

성우: 인디아 드 보포르 / 박신희 / 마츠우라 치에
줄리언 대왕의 경호원 겸 근위대장. 모리스와 더불어 왕국의 실세 수뇌부중 한 명 주연 4인방 중 유일한 암컷이다. 종은 관여우원숭이. 경호원답게 신체능력 및 전투력은 타의 추종을 불허하는 수준으로, 다수의 푸사와도 맞붙어 이길 정도이다.